# Список кантри-альбомов № 1 в США в 2020 году (Billboard)

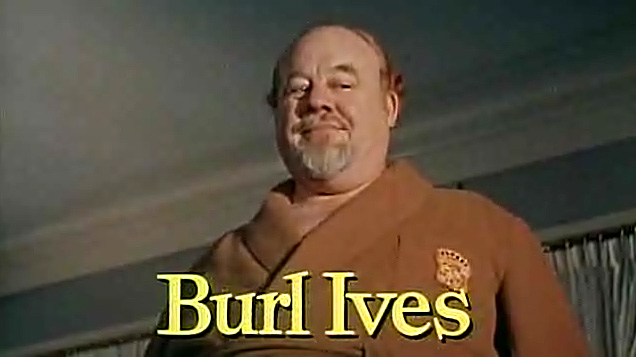
Актёр и певец Бёрл Айвз со своим альбомом Rudolph the Red-Nosed Reindeer стал первым лидером года.

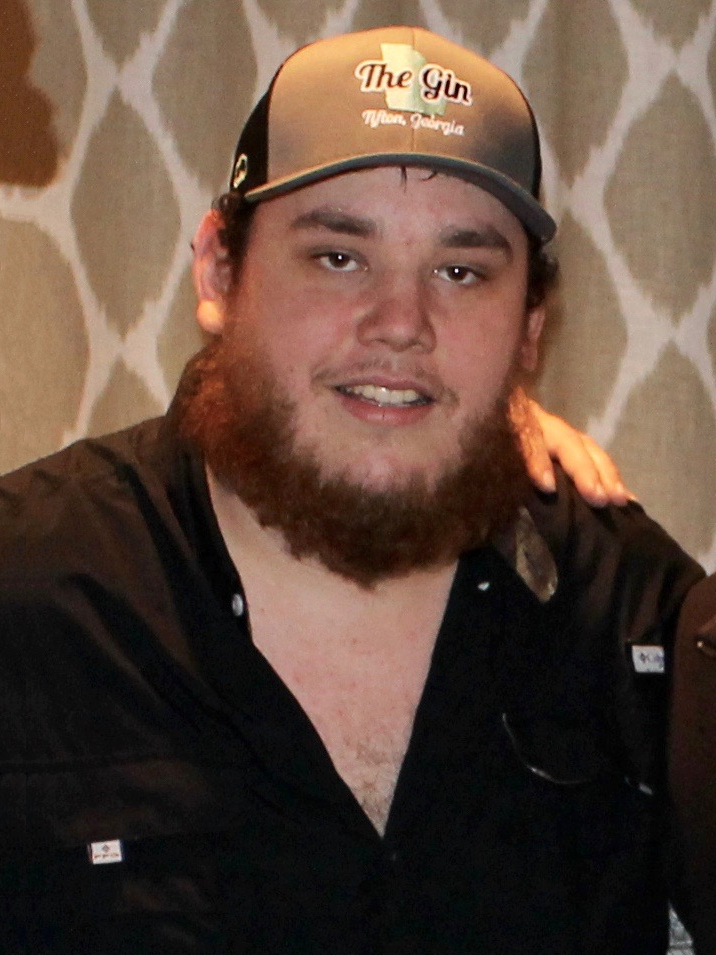
Кантри-певец Люк Комбс со своим альбомом What You See Is What You Get лидировал 35 недель (включая 4 в 2019 году).

Список кантри-альбомов № 1 в США в 2020 году (Top Country Albums 2020) — это список кантри-альбомов, которые занимали первые места в США в 2020 году по итогам еженедельных хит-парадов журнала Billboard.

## История
- 4 января хит-парад возглавил альбом рождественских песен Rudolph the Red-Nosed Reindeer актёра и фолк-певца Бёрла Айвза (Burl Icle Ivanhoe Ives; 1909—1995)[2].
- 4 апреля альбом The Best of Kenny Rogers: Through the Years певца Кенни Роджерса, умершего 20 марта в возрасте 81 года, возглавил чарт Top Country Albums. Он стал 12-м чарттоппером для Роджерса и это произошло спустя 34 года после его прошлого лидера The Heart of the Matter, который шесть недель был на первом месте в 1986 году. Сборник лучших песен включает 16 из 21 чарттопперов хит-парада Hot Country Songs, в том числе, хиты «Lucille» (1977), «The Gambler» (1978) и «Lady» (1980)[3].
- 11 апреля на первое место вернулся Люк Комбс со своим альбомом What You See Is What You Get (16-я неделя на вершине чарта)[4].
- 18 апреля хит-парад возглавил второй студийный альбом Southside певца Сэм Хант[5]
- 16 мая чарт возглавил Here and Now певца Чесни. Это его 17-й лидер в Billboard’s Top Country Albums, столько же у Гарта Брукса и Вилли нельсона, а лидирует Джордж Стрейт с 27 чарттопперами. Одновременно альбом возглавил и общий мультижанровый список Billboard 200, девятый раз для Чесни (повтор рекорда среди кантри-музыкантов, столько же у Брукса)[6].
- 13 июня чарт возглавил Life on the Flip Side 73-летнего певца Джимми Баффетта. Это его третий чарттоппер в Top Country Albums и третий дебютный на вершине, после License to Chill в июле 2004 и Take the Weather With You в октябре 2006. Новый альбом стал для Баффетта его 16-м диском в лучшей десятке кантри-чарта top 10[7].
- 15 августа чарт возглавил альбом If I Know Me певца Моргана Уоллена. Это произошло спустя рекордные 114 недель после релиза, так как он дебютировал ещё 12 мая 2018 года. Прошлый рекорд чарта Top Country Albums, созданного в 1964 году, принадлежал альбому Hunter Hayes певца Хантера Хейза, который шёл 89 недель к первому месту с 2011 года до 6 июля 2013 года[8].
- 22 августа чарт возглавил альбом Born Here Live Here Die Here певца Люка Брайана. Это его девятый чарттоппер в Top Country Albums и восьмой дебютный на вершине, впервые после What Makes You Country, который дебютировал на № 1 в декабре 2017 года. Новый диск стал четвёртым подряд на первом месте чарта после начала цикла в 2015 году, когда стартовал Kill the Lights, единственный альбом, давший сразу шесть чарттопперов Country Airplay[9].
- 5 сентября хит-парад возглавил альбом Here on Earth Тим Макгро. Это его 17-й чарттоппер (и 16 сразу дебютировавший на вершине). По этому показателю он делит второе место в истории Top Country Albums (основанном в 1964 году) с Вилли Нельсоном (17), Гартом Бруксом (17), уступая только George Strait (у которого 27 чарттопперов) и опережая Мерла Хаггарда(16) и Кенни Чесни (16). Кроме того, Макгро стал лидером четвёртое десятилетие подряд (1990-е, 2000-е, 2010-е и 2020-е). Впервые он возглавил чарт в апреле 1994 году с альбомом Not a Moment Too Soon. Только два других музыканта имеют сходное достижение: Стрейт и Риба Макинтайр, каждый возглавляли Top Country Albums в десятилетия ’80-е, ’90-е, ’00-е и ’10-е[10].
- 3 октября хит-парад возглавил альбом The Speed of Now Part 1 австралийского кантри-певца Кита Урбана. Это его 7-й чарттоппер и все дебютировали на вершине (в чарте Billboard 200 он стартовал с 7-го места, а в Australian Albums был № 1)[11].
- 10 октября хит-парад возглавил альбом My Gift певицы Кэрри Андервуд. Это её 8-й в сумме и подряд чарттоппер. То есть она превысила рекорд 56-летнего чарта по числу подряд идущих альбомов номер один, ранее принадлежавший на пару ей самой и Миранде Ламберт (семь подряд чарттопперов). Одновременно альбом дебютировал на № 1 в Top Christian Albums и на № 8 в мультижанровом хит-параде Billboard 200[12].
- 17 октября хит-парад возглавил альбом A Holly Dolly Christmas певицы Долли Партон. Это её 8-й в сумме чарттоппер и впервые за 4 года, когда в сентябре 2016 года первое место занимал её диск Pure & Simple, а ещё ранее это было в далёком мае 1991 года (Eagle When She Flies). Новый альбом Партон стал 46-м в лучшей десятке Top Country Albums (впервые в top-10 она появилась в 1968 году). Она стала первой женщиной, которая достигала лучшей кантри-десятки top-10 каждое десятилетие начиная с 1960-х годов. Она была 4 раза в топ-тен в 1960-е, 18 раз в 1970-е, 11 раз в 1980-е, 5 раз в 1990-е, 3 раза в 2000-е, 4 раза в 2010-е и 1 раз в 2020-е. Также новый альбом возглавил рождественский чарт Top Holiday Albums, впервые в карьере Партон[13].
- 7 ноября чарт снова возглавил What You See Is What You Get Люка Комбса (32-я неделя на вершине чарта), благодаря новой делюксовой версии он также возглавил и многожанровый основной хит-парад Billboard 200. То есть, Комбс стал вторым в 2020 году после Моргана Уоллена (ранее в августе), кому удалось возглавлять Top Country Albums и с песней «Forever» также быть № 1 в Hot Country Songs, Country Streaming Songs и Country Digital Song Sales. Ранее в 2019 году Комбс стал вторым после Kane Brown (в 2017 году), кому удалось возглавлять сразу пять кантри-чартов[14].
- 28 ноября хит-парад возглавил альбом Starting Over певца Криса Стэплтона. Это его 4-й в сумме чарттоппер в этом хит-параде, но а также и в чарте Americana/Folk Albums[15].

## Список
| Дата        | Альбом                                      | Исполнитель                   | Примечание   |
| ----------- | ------------------------------------------- | ----------------------------- | ------------ |
| 4 января    | Rudolph the Red-Nosed Reindeer              | Бёрл Айвз                     | [ 2 ] [ 16 ] |
| 11 января   | What You See Is What You Get                | Люк Комбс                     | [ 17 ]       |
| 18 января   | What You See Is What You Get                | Люк Комбс                     | [ 18 ]       |
| 25 января   | What You See Is What You Get                | Люк Комбс                     | [ 19 ]       |
| 1 февраля   | Nightfall                                   | Little Big Town               | [ 20 ]       |
| 8 февраля   | What You See Is What You Get                | Люк Комбс                     | [ 21 ]       |
| 15 февраля  | What You See Is What You Get                | Люк Комбс                     | [ 22 ]       |
| 22 февраля  | What You See Is What You Get                | Люк Комбс                     | [ 23 ]       |
| 29 февраля  | What You See Is What You Get                | Люк Комбс                     | [ 24 ]       |
| 7 марта     | What You See Is What You Get                | Люк Комбс                     | [ 25 ]       |
| 14 марта    | What You See Is What You Get                | Люк Комбс                     | [ 26 ]       |
| 21 марта    | What You See Is What You Get                | Люк Комбс                     | [ 27 ]       |
| 28 марта    | What You See Is What You Get                | Люк Комбс                     | [ 28 ]       |
| 4 апреля    | The Best of Kenny Rogers: Through the Years | Кенни Роджерс                 | [ 29 ]       |
| 11 апреля   | What You See Is What You Get                | Люк Комбс                     | [ 4 ]        |
| 18 апреля   | Southside                                   | Сэм Хант                      | [ 30 ]       |
| 25 апреля   | Southside                                   | Сэм Хант                      | [ 31 ]       |
| 2 мая       | What You See Is What You Get                | Люк Комбс                     | [ 32 ]       |
| 9 мая       | What You See Is What You Get                | Люк Комбс                     | [ 33 ]       |
| 16 мая      | Here and Now                                | Кенни Чесни                   | [ 34 ]       |
| 23 мая      | What You See Is What You Get                | Люк Комбс                     | [ 35 ]       |
| 30 мая      | Reunions                                    | Джейсон Исбелл и The 400 Unit | [ 36 ]       |
| 6 июня      | What You See Is What You Get                | Люк Комбс                     | [ 37 ]       |
| 13 июня     | Life on the Flip Side                       | Джимми Баффетт                | [ 38 ]       |
| 20 июня     | What You See Is What You Get                | Люк Комбс                     | [ 39 ]       |
| 27 июня     | What You See Is What You Get                | Люк Комбс                     | [ 40 ]       |
| 4 июля      | What You See Is What You Get                | Люк Комбс                     | [ 41 ]       |
| 11 июля     | What You See Is What You Get                | Люк Комбс                     | [ 42 ]       |
| 18 июля     | What You See Is What You Get                | Люк Комбс                     | [ 43 ]       |
| 25 июля     | What You See Is What You Get                | Люк Комбс                     | [ 44 ]       |
| 1 августа   | Gaslighter                                  | The Chicks                    | [ 45 ]       |
| 8 августа   | Gaslighter                                  | The Chicks                    | [ 46 ]       |
| 15 августа  | If I Know Me                                | Морган Уоллен                 | [ 47 ]       |
| 22 августа  | Born Here Live Here Die Here                | Люк Брайан                    | [ 48 ]       |
| 5 сентября  | Here on Earth                               | Тим Макгро                    | [ 49 ]       |
| 12 сентября | What You See Is What You Get                | Люк Комбс                     | [ 50 ]       |
| 19 сентября | What You See Is What You Get                | Люк Комбс                     | [ 51 ]       |
| 26 сентября | What You See Is What You Get                | Люк Комбс                     | [ 52 ]       |
| 3 октября   | The Speed of Now Part 1                     | Кит Урбан                     | [ 53 ]       |
| 10 октября  | My Gift                                     | Кэрри Андервуд                | [ 54 ]       |
| 17 октября  | A Holly Dolly Christmas                     | Долли Партон                  | [ 55 ]       |
| 24 октября  | What You See Is What You Get                | Люк Комбс                     | [ 56 ]       |
| 31 октября  | What You See Is What You Get                | Люк Комбс                     | [ 57 ]       |
| 7 ноября    | What You See Is What You Get                | Люк Комбс                     | [ 58 ]       |
| 14 ноября   | What You See Is What You Get                | Люк Комбс                     | [ 59 ]       |
| 21 ноября   | What You See Is What You Get                | Люк Комбс                     | [ 60 ]       |
| 28 ноября   | Starting Over                               | Крис Стэплтон                 | [ 61 ]       |
| 5 декабря   | What You See Is What You Get                | Люк Комбс                     | [ 62 ]       |
| 12 декабря  | My Gift                                     | Кэрри Андервуд                | [ 63 ]       |
| 19 декабря  | My Gift                                     | Кэрри Андервуд                | [ 64 ]       |
| 26 декабря  | My Gift                                     | Кэрри Андервуд                | [ 65 ]       |